# Клаудія Сулевська
Клаудія Сулевські (пол. Claudia Sulewski, нар. 19 лютого 1996, Чикаго) — американсько-польська актриса. Вона відома своїми ролями Емма у фільмі «Дорога» та Бекка у фільмі «Я люблю свого тата».

## Біографія
Клавдія Сулевські народилася в Чикаго, штат Іллінойс, у родині поляків Беати Крупінської та Чеслава Сулевського. Вона виросла в Парк-Рідж, передмісті Чикаго. Вона виросла католичкою і ходила до польської школи щосуботи до 8 класу, де також були уроки релігії. У неї є два брати, Марсін і Кевін.
У 2009 році вона почала знімати відео на своєму каналі YouTube у своєму рідному місті Чикаго, а у 2014 році переїхала до Лос-Анджелеса, де зробила власний хостинг. Через рік вона почала вести відео на YouTube-каналі Teen Vogue і стала його постійною ведучою.
З 2018 року Сулевскі перебуває у стосунках з музикантом Фіннеас О'Коннелл.

## Фільмографія
| Рік       |   | Українська назва                 | Оригінальна назва                          | Роль          |
| --------- | - | -------------------------------- | ------------------------------------------ | ------------- |
| 2016—2017 | с | Дорога на роботу                 | The Commute                                | Емма          |
| 2017—2018 | с | —                                | T@gged                                     | Нікі Салліван |
| 2017      | ф | Вбудовує                         | Embeds                                     | Кеті          |
| 2017      | ф | Гіперпосилання                   | Hyperlinked                                | Фібі          |
| 2017      | ф | —                                | Versus                                     | Скайлар       |
| 2019      | ф | Дедкон                           | Deadcon                                    | Меган         |
| 2019      | ф | Втікачі                          | Marvel's Runaways                          | Джулі         |
| 2021      | ф | Біллі Айліш: Трохи розмитий світ | Billie Eilish: The World's a Little Blurry | себе          |
| 2022      | ф | Я люблю свого тата               | I Love My Dad                              | Бекка         |